# Cilenggang
Cilenggang is een bestuurslaag in het regentschap Tangerang Selatan van de provincie Banten, Indonesië. Cilenggang telt 9989 inwoners (volkstelling 2010).